# Ernst G. Schiffner
Ernst Günther Schiffner (* 23. Juli 1903 in Marienwerder, Westpreußen; † 20. März 1980 in Hamburg oder Celle) war ein deutscher Schauspieler und Regisseur.

## Leben
Der Kaufmannssohn hatte bereits seit 1919 Theater gespielt und seine ersten Rollen am Schauspielhaus im heimatlichen Marienwerder erhalten. Weitere Verpflichtungen führten ihn kreuz und quer durch die deutsche Provinz, unter anderem nach Bonn, Mainz und Magdeburg. Mit Machtantritt der Nationalsozialisten fand sich Schiffner in Berlin ein und wirkte dort an verschiedenen Spielstätten: das Theater in der Behrenstraße, die Volksbühne und das Metropol-Theater. Die gesamte Kriegszeit (1939 bis zur Schließung sämtlicher deutscher Bühnen im Sommer 1944) gehörte Ernst Schiffner dem Ensemble des Deutschen Theaters Prag an.
Schiffner, der bereits im Stummfilm etwa 20 Rollen gespielt haben soll -- Titel sind derzeit nicht auffindbar -- stand seit seiner Ankunft in Berlin intensiv vor der Kamera. Dabei deckte er die gesamte Palette klassischer Chargen ab: man sah ihn als Inspizienten wie als Sachsenkönig, als Kommissar wie als Bürgermeister, als Polizisten wie als Taxifahrer, als Gerichtsreporter wie als Karussellbetreiber.
Nach dem Krieg konzentrierte sich Schiffner wieder auf die Bühne und wirkte als Intendant unter anderem in Celle und Hannover. In der Spielzeit 1952/53 ist er als Regisseur und Schauspieler an den Städtischen Bühnen von Gelsenkirchen, Bereich Operette, nachzuweisen. Seit 1955 fand er Beschäftigung (Schauspiel wie Regie) an den Vereinigten Städtischen Bühnen Krefeld und Mönchengladbach sowie erneut in Bonn und am Harburger Theater. Zwischendurch (1954) wirkte er auch am Deutschen Theater Berlin. 1961 wurde Schiffner als Schauspieler und Regisseur an das Saarländische Landestheater in Saarbrücken geholt.
In diesen späten Jahren fand Ernst Schiffner kaum Zeit für Auftritte vor der Kamera. Er wirkte nach 1945 nur äußerst selten in Kinofilmen und auch nur gelegentlich, vor allem in den späten 60er Jahren, in Fernsehproduktionen mit. Dort sah man ihn vorwiegend als Honoratior (Richter, Professor, Stadthauptmann). Schiffner starb vermutlich in Hamburg oder in Celle.

## Filmografie (Auswahl)
- 1933: Des jungen Dessauers große Liebe
- 1934: Spiel mit dem Feuer
- 1934: Pechmarie
- 1935: Artisten
- 1935: Die klugen Frauen
- 1936: Mädchenjahre einer Königin
- 1936: Stadt Anatol
- 1936: Die Nacht mit dem Kaiser
- 1936: Fridericus
- 1937: Der Unwiderstehliche
- 1937: Zwischen den Eltern
- 1938: Schüsse in Kabine 7
- 1938: Skandal um den Hahn
- 1938: Heimat
- 1938: Du und ich
- 1938: Die 4 Gesellen
- 1939: Die Hochzeitsreise
- 1939: Männer müssen so sein
- 1939: Umwege zum Glück
- 1939: Wer küßt Madeleine ?
- 1939: Die fremde Frau
- 1940: Golowin geht durch die Stadt
- 1940: Die lustigen Vagabunden
- 1941: Hauptsache glücklich
- 1941: Blutsbrüderschaft
- 1941: Sein Sohn
- 1942: Wir machen Musik
- 1942: Dr. Crippen an Bord
- 1943: Liebe, Leidenschaft und Leid
- 1943: Ich vertraue Dir meine Frau an
- 1943: Das schwarze Schaf
- 1944: Hundstage
- 1944: Bravo, kleiner Thomas
- 1944: Es lebe die Liebe
- 1944/49: Der große Fall
- 1944/49: Wiener Mädeln
- 1950: Herzen im Sturm
- 1959: Die Wahrheit über Rosemarie
- 1959: Johanna aus Lothringen
- 1960: Endstation Rote Laterne
- 1965: Kein Freibrief für Mord (TV)
- 1968: Der Fall Wera Sassulitsch (TV)
- 1969: Gnade für Timothy Evans (TV)
- 1969: Ein Jahr ohne Sonntag (TV)

## Hörspiele
- 1955: Lieselotte Gilles/Gerhard Düngel: Der Doktor der Armen (Sanitätsrat von Arnsbeck) – Regie: Willi Porath (Hörspiel – Rundfunk der DDR)

## Anmerkung
1. ↑  Glenzdorf, S. 1494